# Eksergija
U termodinamici, eksergija nekog sustava predstavlja maksimalni korisni rad otvorenog sustava koji se može postići tijekom procesa koji taj sustav dovodi u ravnotežu s nekom toplinskim spremnikom. Kada je okolina toplinski spremnik, eksergiju predstavlja potencijal sustava da vrši promjene dok postiže ravnotežu sa svojom okolinom. Općenito, eksergija je dio energije koji je raspoloživ za upotrebu. Kada sustav postigne ravnotežu s okolinom, eksergija je nula.
U energetici postoji još jedna definicija eksergije i anergije. Eksergija je dio energije koja se u potpunosti može pretvoriti iz jednog oblika u drugi oblik. Primjeri eksergije su električna struja i mehanički rad. Anergija je dio energije koji se nikako ne može pretvoriti u niti jedan drugi oblik i kao takva je beskorisna.
U procesu proizvodnje električne energije ili nekog drugog oblika eksergije nužno se oslobađa anergija koja se nema gdje drugdje odvesti nego u okolicu. Konkretno to znači da bilo koja elektrana nužno toplinski opterećuje okoliš, tipično 2/3 od ukupne energije odlazi u okoliš.
U skladu s prvim zakonom termodinamike, energija se ne može uništiti u procesima, već se transformira iz jednog oblika u drugi. Za razliku od nje, eksergija se može uništiti, i to se događa uvijek u procesima koji uključuju temperaturne promjene. Uništenje eksergije je proporcionalno povećanju entropije u sustavu. Uništeni dio eksergije se naziva anergija. U izotermnom procesu ne dolazi do nastanka anergije.
Eksergija nekog sustava se može prikazati sljedećim izrazom:
{\displaystyle Ex=E-{T_{a}}S\!\,}
gdje:
- Ex predstavlja eksergiju sustava
- E je energija sustava
- Ta je temperatura referentne okoline u kelvinima
- S je entropija sustava.

Dakle, drugi član desne strane jednadžbe je anergija.
Da bi se pojasnio koncept eksergije, može se uzeti primjer parnog kotla loženog prirodnim plinom. Kemijska energija prirodnog plina može biti iskorištena i za dobivanje mehaničkog rada u klipnom motoru. Kada se ista količina kemijske energije izgaranjem u parnom kotlu iskoristi za dobivanje vodene pare, samo njen manji dio može biti iskorišten za dobivanje mehaničkog rada djelovanjem pare, i ostvarivi mehanički rad je manji od onog koji bi se postigao korištenjem motora. Sa stanovišta dobivanja mehaničkog rada, došlo je do degradacije energije u kotlu, smanjila se eksergija uz porast entropije.

## Povezani pojmovi
- Energija
- Entropija